# Liste des lieux-dits du comté de Northumberland
Voici la liste des hameaux et lieux-dits du comté de Northumberland. Cette liste est destinée à accueillir tous les lieux-dits, hameaux et quartiers du comté de Northumberland, au Nouveau-Brunswick, de manière à les situer dans leur municipalités respectives. Les archives provinciales du Nouveau-Brunswick recensent 427 lieux, auxquels s'ajoutent quelques-uns recensés par des chercheurs comme William Francis Ganong.
- Haut – A
- B
- C
- D
- E
- F
- G
- H
- I
- J
- K
- L
- M
- N
- O
- P
- Q
- R
- S
- T
- U
- V
- W
- X
- Y
- Z

| Nom                  | Gouvernement local          | Localisation                | Type     |
| -------------------- | --------------------------- | --------------------------- | -------- |
| Allainville          | Allainville                 |                             | hameau   |
| Auburnville          | Black River-Hardwicke       |                             | hameau   |
| Bas-Napan            | Chatham                     |                             |          |
|                      | Baie du Vin-Plage           | Black River-Hardwicke       | hameau   |
|                      | Barryville                  | Barryville-New Jersey       | hameau   |
|                      | Bartibog Bridge             | Oak Point-Bartibog Bridge   | hameau   |
|                      | Bayshore                    | Brantville                  | hameau   |
|                      | Beaver Brook-Est            | Newcastle                   | hameau   |
|                      | Beaver Brook-Station        | Newcastle                   | hameau   |
|                      | Bellefond                   | Newcastle                   | hameau   |
|                      | Breau Road                  | Fair Isle                   | hameau   |
| Cains Point          | Tabusintac                  | hameau                      |          |
|                      | Chemin Beaver Brook         | Newcastle                   | hameau   |
|                      | Comeau Settlement           | Néguac                      | hameau   |
|                      | Covedell                    | Tabusintac                  | quartier |
| Drisdelle Settlement | Fair Isle                   |                             | hameau   |
| Eel River Bridge     | Baie-Sainte-Anne            |                             | quartier |
| Ferme MacDonald      | Lower Newcastle-Russelville |                             | quartier |
| Fowlies Mill         | Black River-Hardwicke       |                             | hameau   |
| Glenwood             | Glenelg                     |                             | hameau   |
| Gregan               | Black River-Hardwicke       |                             | hameau   |
| Haut-Napan           | Chatham                     | quartier                    |          |
|                      | Hardwicke                   | Black River-Hardwicke       | hameau   |
|                      | Hardwood Settlement         | Baie-Sainte-Anne            | hameau   |
|                      | Highbank                    | Newcastle                   | hameau   |
|                      | Hortons Creek               | Black River-Hardwicke       | hameau   |
| Lagacéville          | Fair Isle                   |                             |          |
|                      | Lauvergot                   | Fair Isle                   | hameau   |
|                      | Lavillette                  | Alnwick                     | hameau   |
|                      | Little Bartibog             | Newcastle                   | hameau   |
|                      | Little Branch               | Black River-Hardwicke       | hameau   |
|                      | Lower Newcastle             | Lower Newcastle-Russelville | quartier |
| Baie-Sainte-Anne     |                             | quartier                    |          |
| Miramichi            | Black River-Hardwicke       |                             | hameau   |
| Napan-Centre         | Chatham                     |                             | quartier |
| New Jersey           | Barryville-New Jersey       |                             | hameau   |
| Oak Point            | Oak Point-Bartibog Bridge   |                             | hameau   |
| Patterson Siding     | Newcastle                   | hameau                      |          |
|                      | Pointe-Gardiner             | Black River-Hardwicke       | hameau   |
|                      | Pointe-Morin                | Burnt Church 14             | hameau   |
|                      | Price Settlement            | Tabusintac                  | hameau   |
| Redmondville         | St. Margarets               | hameau                      |          |
|                      | Rivière-des-Caches          | Burnt Church 14, Néguac     | hameau   |
|                      | Robichaud Settlement        | Fair Isle                   | hameau   |
|                      | Russelville                 | Lower Newcastle-Russelville | hameau   |
| Saint-Wilfred        | Fair Isle                   |                             |          |
| Stymiest Road        | Tabusintac                  |                             | hameau   |
| Telly Road Crossing  | Newcastle                   |                             | hameau   |
| The Willows          | Oak Point-Bartibog Bridge   |                             | hameau   |
| Victoria             | Black River-Hardwicke       |                             | hameau   |
| Wine River           | St. Margarets               |                             | hameau   |
| Wishart Point        | Tabusintac                  |                             | hameau   |